# Rosa 'Loyal Friend'
Rosa 'Loyal Friend' — сорт современных садовых роз классов Минифлора, Шраб. Название сорта переводится с английского, как «верный друг». Сорт используется в качестве декоративного садового растения. 

## Биологическое описание
Высота куста 150—185 см, ширина около 185—215 см. Крона куполообразная.
Листья средних размеров, блестящие, тёмно-зелёные. 
Цветки мелкие (около 5 см в диаметре), полумахровые, плоские, белые с жёлтым центром. Аромат умеренный, сладковатый.
Цветение непрерывное.

## В культуре
'Loyal Friend' отличается высокой устойчивостью к болезням. 
Зоны морозостойкости: от 2b до 8b.